# Peucetia madagascariensis
Peucetia madagascariensis là một loài nhện trong họ Oxyopidae.
Loài này thuộc chi Peucetia. Peucetia madagascariensis được miêu tả năm 1863 bởi Vinson.